# Michel Mycielski
Pour les articles homonymes, voir Mycielski.
Michel Mycielski, né à Berlin le 24 juin 1799 et mort à Trois-Moulins, commune de Maincy le 27 septembre 1849 , est un général de brigade polonais ayant pris part à l’insurrection polonaise de novembre 1830.

## Biographie
Fils de Stanisław Mycielski  et Anna Maria Mielżyńska, Michel Mycielski est propriétaire de la terre de Spławie (Poznań) (pl).

## Distinctions
- Virtuti Militari (Pologne)
- Chevalier de la légion d'Honneur (France)